# 11:11 (Megara)
11:11 è un singolo del gruppo musicale spagnolo Megara, pubblicato il 15 febbraio 2024.

## Descrizione
Il brano è stato prodotto da Isra Dante Ramos Solomando, e scritta e composta da Roberto la Lueta Ruiz e Sara Jiménez Moral. In un comunicato stampa, i Megara hanno dichiarato che la canzone è stata concepita nel corso di "alcuni giorni" con l'intento di realizzare qualcosa di nuovo rispetto a quanto avessero mai composto musicalmente in passato.
In un'analisi di ESC Kompakt, viene descritta come una canzone rock con "accenni" di chitarra flamenca. Il pezzo stesso è ispirato alle esperienze passate della band, comunicando agli hater che non importa quanto duramente provino a spezzare il loro cuore: saranno comunque amati da altre persone.

## Promozione
Secondo quanto riferito dalla band, inizialmente 11:11 è stata scritta per competere al Benidorm Fest 2024, ma non è stata selezionata. Come ultimo tentativo, il gruppo ha poi deciso di partecipare alle preselezioni di Una Voce per San Marino 2024. Il 30 gennaio 2024, i Megara sono stati ufficialmente annunciati tra i partecipanti, riuscendo a qualificarsi per la finale il 23 febbraio.
Il 25 febbraio, la canzone è stata proclamata vincitrice da una giuria professionale composta da cinque membri, garantendo così ai Megara il diritto di rappresentare il paese all'Eurovision Song Contest 2024.

## Video musicale
Il video musicale del brano, diretto da Javier Bragada, è stato pubblicato il 21 febbraio 2024. Nel videoclip, il gruppo si esibisce in un ufficio di fronte a due dirigenti, per poi alla fine legarli e imbavagliarli.

## Tracce
Testi di Roberto la Lueta Ruiz e Sara Jiménez Moral, musiche di Isra Dante Ramos Solomando.
1. 11:11 – 3:00